# Sadroc
Sadroc är en kommun i departementet Corrèze i regionen Nouvelle-Aquitaine i de centrala delarna av Frankrike. Kommunen ligger  i kantonen Donzenac som tillhör arrondissementet Brive-la-Gaillarde. År 2022 hade Sadroc 1 000 invånare.

## Befolkningsutveckling
Antalet invånare i kommunen Sadroc
Referens:INSEE